# Juan Francisco de Bette
Juan Francisco de Bette, Marquis de Lede (* 6. Dezember 1667 in Lede, Spanische Niederlande; † 11. Januar 1725 in Madrid) war ein Adeliger und Heerführer in spanischen Diensten.
Der spätere Marquis de Lede wurde 1667 in der Nähe von Aalst als Enkel des Generalkapitän Guillermo de Bette y de Berghes, (seit 1633 1. Marquis de Lede) geboren. Er trat frühzeitig in den Heeresdienst und erreichte schnell den Rang eines Generals. Er kämpfte im Spanischen Erbfolgekrieg für die Sache von Philipp von Anjou und stieg zum Generalinspekteur der Infanterie in den Niederlanden auf. Am 31. März 1703 wurde er Ritter des goldenen Vlieses. 1706 befehligte er unter Marschall Villeroy ein Truppenkontingent in der Schlacht bei Ramillies.
Im Jahr 1714 führte er als bedeutendster Heerführer Spaniens eine Expedition nach Mallorca. Zwischen 1717 und 1719 befehligte er eine zur Wiedergewinnung der Insel auf Sizilien gelandete spanische Invasionsarmee. Die kaiserliche Besatzung in der Zitadelle von Messina ergab sich am 29. September 1718 auf freien Abzug. Anfang Oktober landete ein österreichisches Truppenkorps an der Küste Siziliens, das der Marquis de Lede am 15. Oktober 1718 bei Milazzo schlagen konnte. Im Juni 1719 konnte er einen Angriff kaiserlicher Truppen auf die Stellungen des spanischen Feldlagers in der Schlacht bei Francavilla zurückweisen. Infolge des Vertrages von Den Haag musste er Sizilien räumen, seine Truppen wurden von der britischen Flotte nach Spanien abtransportiert. Im folgenden Jahr erhielt er den Oberbefehl gegen Freiheitsbestrebungen in den besetzten nordafrikanischen Gebieten und errang einen Sieg über Mulai Ismail bei Ceuta.